# Экономический кризис 1993 года в Испании
За последние десятилетия экономической истории Испании один из наиболее тяжелых её моментов пришелся на 1993 год. Постоянный спад производства породил значительный уровень безработицы, возросший от 16 % до 24 % (так, к концу ноября 1993 число безработных граждан Испании составляло 3.545.950), непредвиденный спад прибыли и вкладов со стороны коммерческих организаций, приближавшийся к 30 триллионам песет объем государственного долга, равный 68 % ВВП, и дефицит бюджета, превышавший ВВП на 7 %.

## Предпосылки
| Макроэкономические показатели Испания |         |             |
| Год                                   | ВВП     | Безработица |
| 1990                                  | +3,8 %  | 16,1 %      |
| 1991                                  | +2,5 %  | 16,93 %     |
| 1992                                  | +0,9 %  | 20,3 %      |
| 1993                                  | -1,03 % | 23,9 %      |
| 1994                                  | +2,4 %  | 24,1 %      |
| 1995                                  | +2,8 %  | 22,9 %      |
| 1996                                  | +2,4 %  | 22,1 %      |
| 1997                                  | +3,9 %  | 20,6 %      |

Стремительное развитие японского финансового пузыря в 1990 году с отягчающими последствиями Войны в Персидском Заливе, сильно отразившихся на ценах нефтепродуктов, в значительной степени повлияли на инфляцию и в начале 1990-х поместили экономику развитых стран на стадию кризиса.
Из-за крупных государственных расходов на проведение больших мероприятий мирового значения, таких как Университетская Выставка 1992 года в Севилье (с построением развитой транспортной инфраструктуры — скоростной железной дороги и автотрассы Мадрид-Севилья), Олимпийские Игры 1992 года в Барселоне и проект Испасат (оператор испанской спутниковой связи), на территорию Испании последствия кризиса пришли несколько позже. После таких масштабных инвестиционных предприятий со стороны Правительства во главе с Фелипе Гонсалесом на государственных счетах был зарегистрирован крупный долг, а уровень безработицы, в тот период уже высокий по причине приостановки производств, увеличился еще больше.
Во втором триместре 1992 года индекс ВВП Испании сократился на 1,1 %. Прирост внутреннего валового продукта так и держался отрицательных или нулевых показателей и лишь в третьем триместре достиг +0,9 %.
Кризис осложнился сильнейшей за 20 век на территории Испании засухой, наиболее тяжелый момент которой пришелся на 1995 год. Этот период отсутствия каких-либо осадков в наибольшей степени отразился на центральной части полуострова, особенно на Андалусии, где большинство муниципалитетов переживало резкое сокращение объемов водоснабжения, а вместе с тем огромные потери в сельскохозяйственном секторе.

## 13 мая 1993 года, «черный четверг»
В этот день Правительство Испании было вынуждено снова объявить о девальвации песеты, в этот раз на 8 %. За девять месяцев это стало третьим понижением стоимости национальной валюты: предыдущие пришлись на 16 сентября 1992 и на 21 ноября того же года на 5 % и 6 % соответственно. Сентябрьская девальвация произошла в так называемую «Черную среду», в тот же день Великобритания, Италия и Португалия обесценили свои государственные валюты, причем первые две были вынуждены изъять деньги из Европейского механизма валютных курсов.
Усердие, с которым экономические и финансовые представители Испании боролись за ценность песеты на денежных рынках, согласно официальным данным Банка Испании, обернулось потерей 3,2 миллиардов. В тот же день Национальный Институт Статистики опубликовал Опрос экономически активного населения за первый триместр 1993: в Испании насчитывалось 3.300.270 безработных. Это означало, что за период с 1991 года, когда появились первые признаки кризиса, экономика Испании лишилась 750.000 работников. Такой уровень безработицы поместил Испанию во главу стран Европейского экономического сообщества по отношению безработных граждан к экономически активному населению. Национальный Институт Статистики в этот «черный четверг» заявил, что рост инфляции, несмотря на небольшое замедление, останавливаться не будет
.
На этой стадии кризис имел еще одну неприятную отличительную особенность: бюджетный дефицит к тому времени уже вырос на 1,7 триллионов песет, тогда как ожидаемым за весь год было увеличение на 1,4 триллиона. Чтобы закрыть бюджетную дыру государство расходует еще 1,5 миллиардов песет, иными словами, 7.037 миллионов песет в день, начиная с 1 января.

## Правительственные мероприятия
8 октября 1993 года Совет Министров принял Финансовый Закон, в соответствии с которым позволялось сократить размер пособий по безработице для граждан, не имевших детей, со 100 % до 75 % от минимального размера оплаты труда.

## Начало восстановления экономики: 1995
В 1994 безработица достигла своей максимальной отметки — 24,1 %; начиная с этого момента занятость населения начала увеличиваться.
Рецессия 1994 года с индексом ВВП 2,4 % для Испании осталась позади, сменившись 1995 годом с показателем 2,8 %. За эти годы в стране было трудоустроено 400.000 человек, уровень безработицы понизился до 22 %.
Тем не менее Правительству пришлось столкнуться с новой проблемой — расходы на социальное обеспечение, включавшие пособия по безработице, пенсионные и медицинские выплаты. В 1995 году впервые система социального страхования Испании испытала дефицит, зарегистрировав сумму расходов, превышавшую поступления. Для решения проблемы 6 апреля 1995 Конгресс Депутатов подписал Пакт Толедо, в котором предлагалась серия реформ системы социального страхования, в том числе прекращение финансирования из единого источника пенсий и здравоохранения, причем для последнего предполагалось использовать средства госбюджета.
Однако, 26 октября 1995 на заседании Конгресса бюджет государства на 1996 год утвердить не смогли: Конвергенция и Союз проголосовал против его принятия, нарушив соглашение о сотрудничестве в области законодательства, ранее заключенное с Испанской Социалистической рабочей партией; не достигнув соглашения, величину нового госбюджета оставили прежней — утвержденной на текущий год. Следует отметить, что именно после этого заседания Филипе Гонсалес, осознав потерю поддержки Парламента, был вынужден отсрочить предстоящие выборы, перенеся дату их проведения на 3 марта 1996 года.
Пакт Толедо слишком поздно вступил в силу — лишь в 1997; а в течение 1996 кризис социального обеспечения продолжался, несмотря на то, что в тот год был зафиксирован рост ВВП на 2,4 % и создано почти полмиллиона рабочих мест. В декабре 1996 недавно избранное Правительство Хосе Мария Аснар прибегло к частному финансированию дополнительных пенсионных выплат к окончанию года.

## Конец кризиса: 1997
Во избежание повторения событий предыдущих годов Правительство Хосе Марии Аснара 15 июля 1997 создало Резервный Фонд Социального Страхования — «копилку пенсий» для сбора излишков, отмечаемых ежегодно в системе социального страхования. Функционирование самой системы стало менее проблематичным после вступления в силу Пакта Толедо, так как расходы на здравоохранение, которые до той поры составляли 15 % её расходов, больше не входили в перечень денежных обязательств, ответственность за которые она несла.
С 1997 года в Испании наступает непрерывный, продлившийся более 10 лет период, который охарактеризовался бурным расцветом экономики с показателями роста, стабильно превышавшими средние по Европе. Изменения в модель экономического развития были разработаны министром экономики от Народной партии Родриго Рато. В отличие от программы активных государственных инвестиций предыдущего Правительства Народная партия претворила в жизнь проекты приватизации государственных компаний (таких, например, как Аргентария, Телефоника, Эндесса, Репсоль) и создания большого числа рабочих мест; трудоустройство стало возможным благодаря развитию строительной отрасли, что, однако, породило задолженность частного сектора и спекуляцию в сфере недвижимости — основные причины экономического кризиса 2008 года.